# Madejski Stadium
Madejski Stadium é um estádio de futebol localizado em Reading, no Sudeste da Inglaterra. É a casa do Reading.
A equipe de Rugby London Irish manda seus jogos no estádio.